# Divisione fanteria "Mantova"
La Divisione fanteria "Mantova" è stata una Grande Unità dell'Esercito italiano ed ha costituito nel secondo dopoguerra, per un quarantennio, assieme alla Divisione meccanizzata "Folgore" e alla Divisione corazzata "Ariete", una delle tre colonne delle unità operative del 5º Corpo d'Armata, poste a difesa della frontiera nord orientale dell'Alleanza Atlantica. Il quartier generale della "Mantova" era dislocato a Udine nella caserma "G. B. Berghinz".
Più volte riordinata e riconfigurata la Divisione ha cambiato la sua denominazione all'inizio degli anni sessanta in Divisione fanteria da montagna "Mantova" e nel 1975 in Divisione meccanizzata "Mantova".
Nel 1986 il Comando di Divisione viene sciolto e la Grande Unità riconfigurata come brigata con la denominazione di brigata meccanizzata "Mantova", che viene soppressa nel 1997 con la riorganizzazione dell'Esercito Italiano.
Nel 2002 la Divisione "Mantova" venne ricostituita nell'ambito del 1º COMFOD come comando di proiezione senza forze assegnate. Nel luglio 2013 in previsione dello scioglimento del 1º COMFOD la Divisione "Mantova" è stata trasferita a Firenze e rinominata Divisione "Friuli".

## Storia
Costituita come Brigata "Mantova" il 1º marzo 1915 a Mantova nella caserma Landucci con i reggimenti 113° e 114°, partecipa con il Regio Esercito alla prima guerra mondiale, in cui la bandiera del 114º Reggimento fanteria venne decorata di medaglia d'argento al Valor Militare e il colonnello Alfredo Gabrielli comandante dello stesso reggimento dal 1º luglio 1916 al 22 agosto 1917, ferito in combattimento, venne decorato dell'Ordine militare di Savoia il tenente Federico Guella, caduto in combattimento, appartenente allo stesso 114º Reggimento, decorato di medaglia d'oro e medaglia di bronzo al valor militare. vennero decorati di medaglia d'argento al Valor Militare 22 ufficiali e 19 militari di truppa de 113º Reggimento e 9 ufficiali e 8 militari di truppa del 114º Reggimento; vennero decorati di medaglia di bronzo al valor militare 70 appartenenti al 113º Reggimento e 20 appartenenti al 114º Reggimento.
Sciolta al termine del conflitto nel novembre del 1919 la Grande unità viene ricostituita a livello di Divisione il 15 marzo 1940 a Verona come 104ª Divisione fanteria "Mantova" con i reggimenti 113° e 114° di fanteria ed 11° di artiglieria.
Dislocata prima in Piemonte quindi in Calabria, la divisione superate le difficili giornate dell'armistizio, partecipa alla costituzione del 1º Raggruppamento Motorizzato cedendo l'11º artiglieria. Anche il 113º reggimento fanteria viene perso di forza e la divisione nel 1944 si trasforma in Gruppo di Combattimento "Mantova" con il 76º Reggimento fanteria "Napoli", il 114º reggimento fanteria "Mantova" ed il 155º reggimento artiglieria, già della Divisione "Emilia" (155ª), reduce dalla Dalmazia.

### Divisione fanteria "Mantova"
Dopo aver partecipato alla Guerra di Liberazione e dal 15 ottobre 1945 riassume il nome di Divisione di Fanteria "Mantova" con quartier generale a Varazze in provincia di Savona alle dipendenze del II Comando Militare Territoriale di Genova, con la seguente fisionomia organica:
- 76º Reggimento fanteria "Napoli"
- 114º Reggimento fanteria "Mantova"
- Gruppo Esplorante Divisionale "4° Dragoni"
- 155º Reggimento artiglieria da campagna
- CIV Battaglione misto genio
- Servizi Divisionali

L'organico viene ampliato con l'inquadramento del 4º Reggimento artiglieria contraerea leggera stanziato a Varazze.
Dal maggio 1947 il Comando Divisione Fanteria "Mantova” viene dislocato a Udine alle dipendenze del V Comando Militare Territoriale di Padova e il 16 settembre dello stesso anno al 114º Reggimento fanteria veniva concesso l'onore di entrare per primo nella città di Gorizia restituita all'Italia.
L'organico della Divisione viene ampliato con il 5° ed il 3º Reggimento artiglieria da campagna, con la 107ª compagnia trasmissioni e con l'arrivo il 23 settembre 1949 del 59º Reggimento fanteria "Calabria", mentre nello stesso anno il Gruppo Esplorante "4° Dragoni" cambia la sua denominazione in 4º Reggimento cavalleria blindata "Genova Cavalleria", il CIV Battaglione misto genio viene riconfigurato in CIV Battaglione genio artieri e nella Divisione viene inquadrato il battaglione "San Marco" della Marina Militare.
La Divisione passa alle dipendenze del V Corpo d'armata ricostituito nel 1952 a Udine, perdendo il 4º Reggimento artiglieria contraerea leggera, passato alle dipendenze del IV Corpo d'armata e riconvertito in Reggimento artiglieria contraerea pesante, il 3º Reggimento artiglieria da campagna, passato alle dipendenze delle truppe di Corpo d'armata del V Corpo d'armata, e il battaglione San Marco andato a costituire il Settore Forze Lagunari del V Corpo d'armata, mentre il CIV Battaglione genio artieri viene rinominato CIV Battaglione genio pionieri e il 4º Reggimento cavalleria blindata "Genova Cavalleria" nel 1958 viene rinominato 4º Reggimento "Genova Cavalleria".

### Divisione fanteria da montagna "Mantova"
La Divisione viene riorganizzata, all'inizio degli anni sessanta come Divisione fanteria da montagna "Mantova" perdendo 4º Reggimento "Genova Cavalleria" passato alle dipendenze della Brigata cavalleria "Pozzuolo del Friuli" e del 155º Reggimento artiglieria da campagna riconvertito in reggimento di artiglieria semovente con la denominazione 27º Reggimento artiglieria pesante semovente e passato alle dipendenze delle truppe di Corpo d'armata del V Corpo d'armata, ma con l'acquisizione di nuovi reparti corazzati, di una sezione aerei leggeri e la riorganizzazione della 107ª compagnia trasmissioni a livello di battaglione con la denominazione di CVII battaglione trasmissioni, assumendo la seguente fisionomia organica:
- 59º Reggimento fanteria "Calabria"
- 76º Reggimento fanteria "Napoli" stanziato a Cividale del Friuli in provincia di Udine
- 114º Reggimento fanteria "Mantova"
- 52º Reggimento fanteria d'arresto "Alpi" stanziato a Tarcento in provincia di Udine
- LXIII battaglione carri - equipaggiato con carri armati medi M47 PATTON
- Battaglione Esplorante Divisionale "Mantova"
- 5º Reggimento artiglieria da campagna
- Sezione Aerei Leggeri "Mantova" . equipaggiata con velivoli L-19E
- CIV Battaglione genio pionieri
- CVII Battaglione trasmissioni
- Raggruppamento Servizi Mantova.

Il LXIII battaglione carri era stato costituito nel 1940 quale LXIII Battaglione Carri equipaggiato con carri veloci CV33, assegnato alla Divisione fanteria "Cirene" e disciolto nel gennaio 1941 a seguito delle perdite subite in combattimento era stato ricostituito a Visco il 2 dicembre 1958, dapprima con la denominazione di III Battaglione del 59º Reggimento fanteria "Calabria", riassumendo il 1º aprile 1961, la denominazione di LXIII Battaglione Carri, diventando autonomo il 1º marzo 1964 alle dirette dipendenze del Comando Divisione Fanteria "Mantova".
Il 16 settembre 1964 il Gruppo squadroni “Lancieri di Aosta” prendeva il posto del Battaglione Esplorante Divisionale "Mantova", mentre successivamente il CIV Battaglione genio pionieri e il CVII Battaglione trasmissioni venivano rinominati rispettivamente CIV Battaglione genio pionieri "Mantova" e CVII Battaglione trasmissioni "Mantova".

### Divisione meccanizzata "Mantova"
Nel 1975 con la ristrutturazione dell'Esercito Italiano la grande unità venne riconfigurata in divisione meccanizzata e rinominata Divisione meccanizzata "Mantova" ha assunto alle dipendenze le neo costituite brigate meccanizzate "Brescia" ed "Isonzo" e la brigata corazzata "Pozzuolo del Friuli".
Dopo la riconfigurazione in Divisione meccanizzata la sua fisionomia organica divenne la seguente:
- Brigata meccanizzata "Brescia"
- Brigata meccanizzata "Isonzo"
- Brigata corazzata "Pozzuolo del Friuli"

Supporti tattici
- 11º Battaglione fanteria “Casale” (BAR) stanziato a Casale Monferrato
- 52º Battaglione fanteria d'arresto “Alpi” stanziato a Attimis
- 73º Battaglione fanteria d'arresto “Lombardia” stanziato Arzene
- 7º Gruppo squadroni esploranti “Lancieri di Milano” stanziato a Orzano di Remanzacco
- 5º Gruppo artiglieria pesante campale “Superga” stanziato a Udine
- 155º Gruppo artiglieria pesante campale “Emilia” stanziato a Udine
- Gruppo specialisti di artiglieria “Mantova” stanziato a Udine
- 12º Gruppo artiglieria contraerea leggera “Nibbio” (Quadro) stanziato a Udine
- 48º Gruppo squadroni ERI “Pavone” stanziato a Campoformido
- 104º Battaglione genio pionieri “Torre” stanziato a Orzano di Remanzacco
- 7º Battaglione fanteria "Cuneo" ( BAR ), stanziato nella Caserma "G.B. Berghinz" di Udine
- 107º Battaglione trasmissioni “Predil” stanziato a Udine
- Battaglione logistico di manovra “Mantova” stanziato a Orzano di Remanzacco

### Brigata meccanizzata "Mantova"
Il 1º ottobre 1986 il Comando Divisione viene soppresso ma il nome dell'Unità sopravvive per cambio denominazione della Brigata "Isonzo" in Brigata meccanizzata "Mantova", con una forza di 4.760 uomini (272 ufficiali, 630 sottufficiali e 3.858 uomini di truppa). La Brigata aveva il suo comando generale a Udine ed era schierata, con tutti i suoi reparti in Friuli-Venezia Giulia. Un Battaglione della Brigata, il 52º Btg. Fanteria d'Arresto "Alpi", stanziato a Attimis, provvedeva nel più assoluto segreto alla manutenzione e alla vigilanza delle postazioni fortificate permanenti che correvano presso la frontiera con la Ex Jugoslavia.
Reparti dipendenti
- Reparto comando e trasmissioni "Mantova" stanziato a Reana del Rojale (UD);
- 59º Battaglione meccanizzato "Calabria" stanziato a Cividale del Friuli;
- 76º Battaglione meccanizzato "Napoli" stanziato a Cividale del Friuli;
- 114º Battaglione meccanizzato "Moriago" stanziato a Tricesimo, caserma "Sante Patussi";
- 52º Battaglione fanteria d'arresto "Alpi" stanziato a Attimis, caserma "Mario Grimaz";
- 63º Battaglione carri "M.O. Fioritto" stanziato a Cordenons;
- 7º Gruppo squadroni esploranti “Lancieri di Milano” stanziato a Remanzacco;
- Compagnia controcarri "Mantova" stanziata a Tarcento;
- 28º Gruppo artiglieria da campagna semovente "Livorno" stanziato a Tarcento;
- Compagnia genio guastatori "Mantova" stanziata a Tarcento;
- Battaglione logistico "Mantova" stanziato a Tricesimo.

Reparti della brigata "Mantova" sono stati impegnati in operazioni militari, come l'operazione di ordine pubblico in Sardegna nell'Operazione "Forza Paris" che ha avuto luogo in Sardegna dal 15 luglio al 22 settembre 1992, scattata in seguito al rapimento di Farouk Kassam, che fu un tentativo di utilizzare l'Esercito per Operazioni di Ordine Pubblico, operazione che fu un addestramento a pattugliamenti e rastrellamenti in ambienti impervi, possibile rifugio dei fuorilegge. Pochi giorni dopo l'inizio dell'operazione, in seguito alla strage di via D'Amelio, venne lanciata un'operazione analoga in Sicilia, ma con maggior dispiego di forze denominata Operazione Vespri siciliani che vide impiegati circa 8000 militari, tra cui alcuni reparti della Brigata "Mantova"
La Brigata meccanizzata "Mantova" venne sciolta il 30 agosto del 1997 a seguito dell'emanazione del nuovo modello di difesa delle forze armate italiane.

#### Stemmi Araldici dei reparti della Brigata meccanizzata "Mantova"

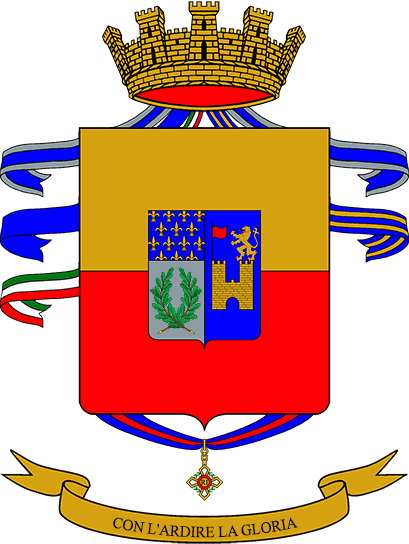
Stemma del 76º Battaglione meccanizzato "Napoli"
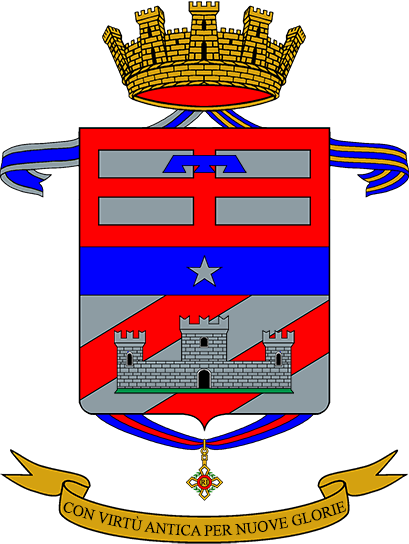
Stemma del 114º Battaglione meccanizzato "Moriago"
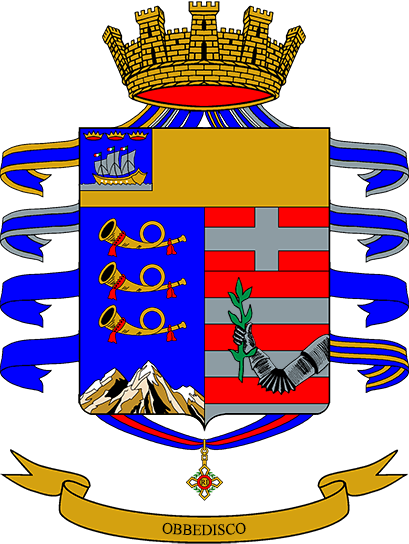
Stemma del 52º Battaglione fanteria d'Arresto "Alpi"
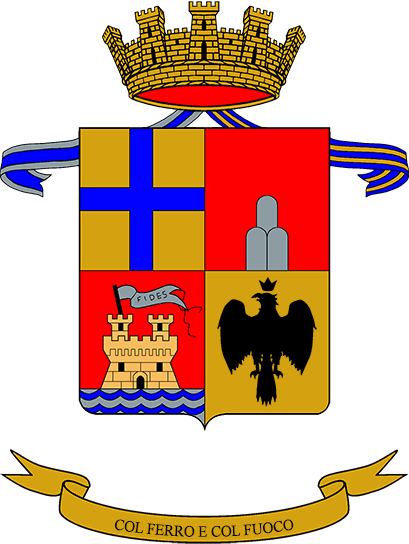
Stemma del 28º Gruppo artiglieria da campagna semovente "Livorno"
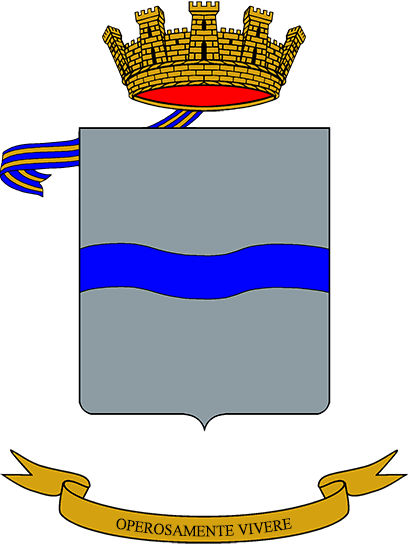
Stemma del Battaglione logistico "Mantova"

### Comando Divisione "Mantova"
Nel gennaio 2002 nel quadro del processo di riordinamento è stato costituito a Vittorio Veneto il Comando Divisione “Mantova” destinato ad operare in operazioni fuori area nell'ambito della gestione di crisi internazionali.
Nell'ottobre 2005 il Comando Divisione "Mantova" ha conseguito la Full Operating Capability.
Nel settembre 2006 il Comando Divisione "Mantova" è stato riconfigurato all'interno del 1º Comando Forze di Difesa dal quale era pronto ad essere enucleato per esercitazioni e/o operazioni.
Nel Luglio 2013, con lo scioglimento del 1º Comando Forze di Difesa di Vittorio Veneto nell'ambito della revisione dello strumento militare nazionale la grande unità è stata trasferita a Firenze e rinominata Divisione "Friuli" dal Capo di Stato Maggiore dell'Esercito per ragioni storiche.

## I comandanti del passato
Brigata "Mantova" (1915-1918)
- Magg. Gen. Imecio Gazzola, 24 maggio 1915 - 21 giugno 1016
- Magg. Gen. Alfredo Faconti, 25 giugno - 31 ottobre 1916
- Magg. Gen. Roberto Villanis, 4 - 19 novembre 1916
- Col. Brig. Giovan Battista De Negri, 23 novembre 1916 - 10 giugno 1917
- Col. Brig. Lorenzo Ferraro, 17 giugno - 31 agosto 1917
- Col. Brig. Pasquale De Angelis, 1 settembre 1917 - 17 febbraio 1918
- Brig. Gen. Paolo Paolini, dal 19 febbraio 1918 al 1919

104ª Divisione Fanteria "Mantova" (1942-1944)
- Gen. B. M. Piccone
- Gen. D. G. Bologna

Gruppo di Combattimento "Mantova" (1944-1945)
- Gen. D. G. Bologna

Divisione Fanteria "Mantova" (1945-1975)
- Gen. D. A. Cordero di Montezemolo
- Gen. D. C. Biglino
- Gen. D. F. Testi
- Gen. D. C. Gandini
- Gen. D. A. Guy
- Gen. D. L. Mondini
- Gen. D. C. Costamagna
- Gen. D. M. Palma
- Gen. D. P. Barbarino
- Gen. D. S. Cambosu
- Gen. D. Umberto Borla
- Gen. D. A. Mosca
- Gen. D. S. Palombarini
- Gen. D. D. Scapati
- Gen. D. A. Tarasca
- Gen. D. A. Severoni
- Gen. D. C. Ligonzo
- Gen. D. A. Amati
- Gen. D. G. Bonzani
- Gen. D. Remo De Flammineis
- Gen. D. Mario Tomaino
- Gen. D. Attilio Murero
- Gen. D. Giovanni Masia
- Gen. D. Adriano Guerrieri
- Gen. D. Enzo Viola
- Gen. D. Salvatore Coniglio
- Gen. D. Mario Rossi

Divisione meccanizzata "Mantova" (1975-86)
- Gen. D. Mario Rossi
- Gen. D. Fausto Fortunato
- Gen. D. Alberto Danese
- Gen. D. Roberto Jucci
- Gen. D. Raffaele Simone
- Gen. D. Giorgio Malorgio
- Gen. D. Corrado Raggi

Brigata meccanizzata "Mantova" (1986-97)
- Gen. B. Giovanni Bucciol
- Gen. B. Giovanni Cuoghi
- Gen. B. Gaetano Casale
- Gen. B. Angelo Lunardo
- Gen. B. Silvio Torre
- Gen. B. Francesco Cipriani
- Gen. B. Vito Marchetti
- Gen. B. Giuseppe Carpegna

Comando divisione "Mantova" (2002-2013)
- Magg. Gen. Antonio Di Lorenzo
- Magg. Gen. Mauro Moscatelli
- Gen. B. Roberto Bernardini
- Gen. B. Paolo Reghenspurgher
- Gen. D. Roberto Bernardini
- Gen. D. Massimiliano Del Casale